# 平良亜弓
平良 亜弓（たいら あゆみ、10月23日 - ）は、日本の元声優。沖縄県出身。血液型はB型。
東京学芸大学国際理解教育課程日本語教育専攻卒業。
青二塾東京校Ⅱ部第11期を経て、青二プロダクション所属していた。2015年6月15日をもって引退。
趣味はスポーツ鑑賞、ドラマ鑑賞、ゲーム。

## 出演

### テレビアニメ
- コンちゃんテンちゃん（2012年、ヤマダ隊員）
- くつだる。（2014年 - 2015年、肩チョン、きっちり隊C）

### ゲーム
- キュアリーズ（2015年[3]）

### ナレーション
- あにパラ（キッズステーション）
- おはよう日本（NHK）
- 交換少女〜アノ娘の街に住んでみた〜（テレビ東京）
- 双方向クイズ 天下統一（NHK）
- ドキュメント20min.「“鉄子”のひとり旅＠北海道」（NHK）
- NMB48のナイショで限界突破!（BSスカパー）
- ブラマヨ吉田とゆかいな仲間たちアツアツっ! 特別編アツアツっ! 沖縄っツアー（テレビ朝日）
- MUSIC ON! TVスペシャル「HY」（スカパー）
- ラン×スマ〜街の風になれ〜（NHKBS1）
- ワタシの見たニッポン〜第53回外国人による日本語弁論大会〜（NHK）

### ボイスオーバー
- Woman on The Planet
- クローズアップ現代
- 皇室日記
- スッキリ!!
- 世界のみんなに聞いてみた
- 特ダネ!投稿DO画 年末スペシャル
- なかよしテレビ
- マサカっ!の実話SHOW

### ラジオドラマ
- 文化放送青山二丁目劇場
  - 階段（幼い森本由香里[4]）
  - 侵略家族（タケル[5]）
  - デパチカ!（OL[6]）
  - 8月のセレナーデ（海野杏子[7]）

### その他
- 神奈川県ひきこもり支援ウェブサイト「ひき☆スタ」（星すずはり）